# Natalia
Natalia  è un nome proprio di persona italiano femminile.

## Varianti
- Femminili: Natala[4]
  - Alterati: Natalina[4], Natalizia[4], Natascia[4]
  - Ipocoristici: Nata[4]
- Maschili: Natale[3][4]

### Varianti in altre lingue
- Basco: Natale[5]
- Bielorusso: Наталля (Natallja)
- Bulgaro: Наталия (Natalija), Наталиа (Natalia)
- Catalano: Natàlia[5]
- Ceco: Natálie[2]
- Croato: Natalija[2]
- Francese: Natalie[2][6], Nathalie[2]
- Georgiano: ნატალია (Natalia)[2]
- Inglese: Natalie[2][6], Natalee[2]
  - Ipocoristici: Nat[2]
- Latino: Natalia[1][2][6]
- Lettone: Natālija[2]
- Macedone: Наталија (Natalija)[2]
- Polacco: Natalia[2]
  - Alterati: Natalka[2]
- Portoghese: Natália[2]
- Portoghese brasiliano: Nathália[2]
- Rumeno: Natalia[2]
- Russo: Наталия (Natalija)[2], Наталья (Natal'ja)[2], Натали (Natali)[2]
  - Ipocoristici: Ната (Nata)[2]
- Serbo: Наталија (Natalija)[2]
- Slovacco: Natália[2]
- Sloveno: Natalija[2]
- Spagnolo: Natalia[2][5]
- Tedesco: Natalie[2], Nathalie[2]
- Ucraino: Наталія (Natalija)[2], Наталі (Natali)[2]
  - Alterati: Наталка (Natalka)[2]
- Ungherese: Natália[2]

## Origine e diffusione
Continua il nome latino Natalia, derivante dall'espressione natale domini ("Nascita del Signore") o dies natalis ("giorno della nascita"), facente riferimento alla festività cristiana del Natale; in origine, era probabilmente attribuito alle bambine nate durante il periodo del Natale.
Il nome ha avuto un'ampia diffusione nei paesi dell'oriente cristiano grazie alla venerazione verso santa Natalia, la moglie di sant'Adriano di Nicomedia. Negli Stati Uniti la sua diffusione, nella forma Natalie, cominciò grazie alla fama dall'attrice Natalie Wood, di origini russe. Dalla stessa radice di Natalia deriva il nome francese Noëlle.
In italiano, la pronuncia di questo nome è diffusa in due diverse varianti, ovvero "Natalìa" e "Natàlia". La forma Natascia è un adattamento del diminutivo russo Наташа (Nataša).

## Onomastico
L'onomastico si può festeggiare in memoria di diverse sante e beate, alle date seguenti:
- 31 marzo, beata Natalia Tulasiewicz, martire a Ravensbrück[8]
- 4 luglio, santa Natalia di Tolosa, religiosa mercedaria[8]
- 27 luglio, santa Natalia, martire col marito Aurelio e altri compagni a Cordova[5][8]
- 8 settembre (23 agosto nel calendario bizantino), santa Natalia, martire a Nicomedia con il marito Adriano[8]
- 17 ottobre, beata Maria Natalia di S. Ludovico, religiosa orsolina, una delle martiri di Valenciennes[8]
- 1º dicembre, santa Natalia, martire a Costantinopoli[7]

Alternativamente, viene festeggiato anche il 25 dicembre, in occasione della festa del Natale.

## Persone
- Natalia, cantante belga

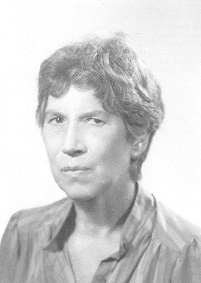
Natalia Ginzburg

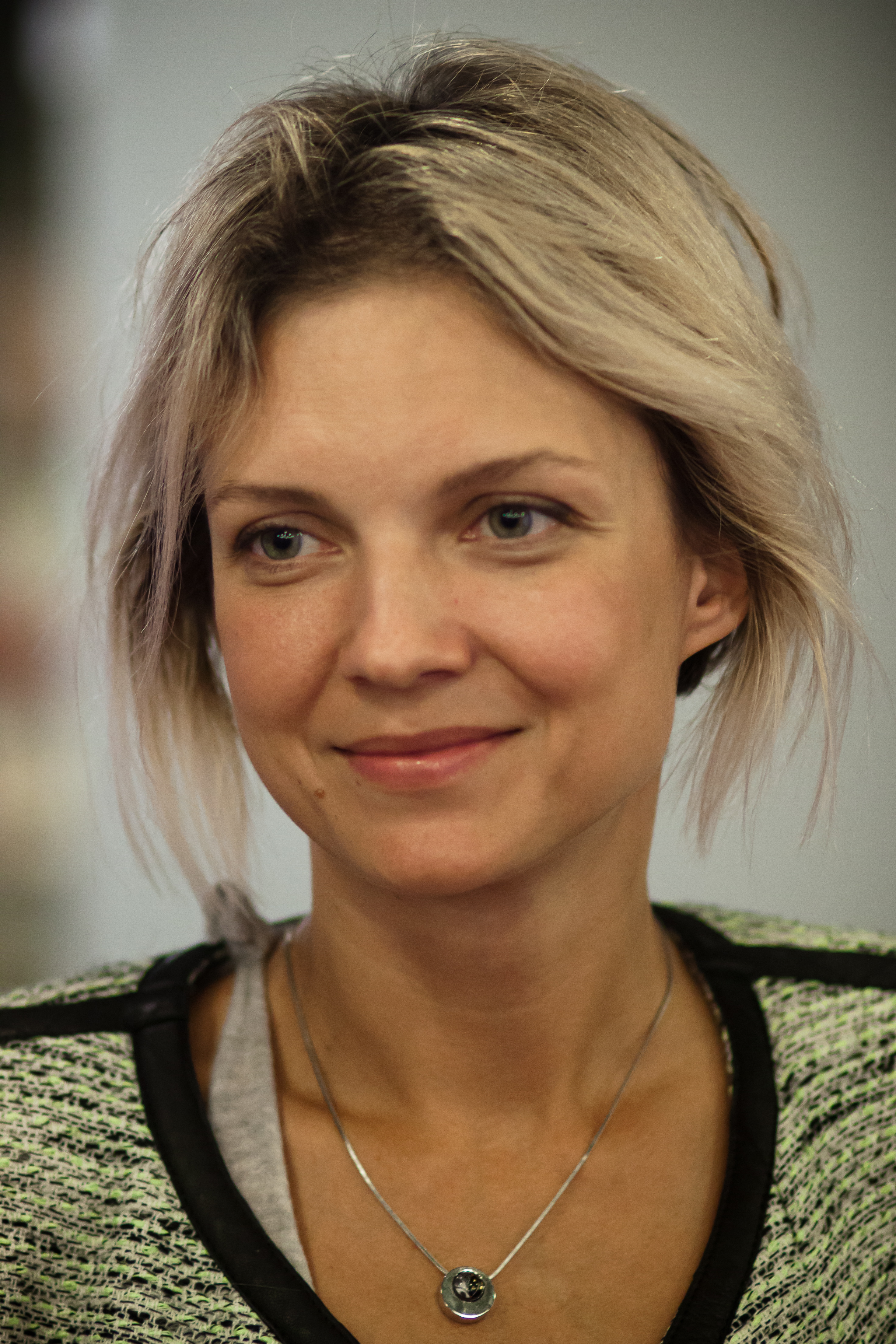
Natalia O'Shea

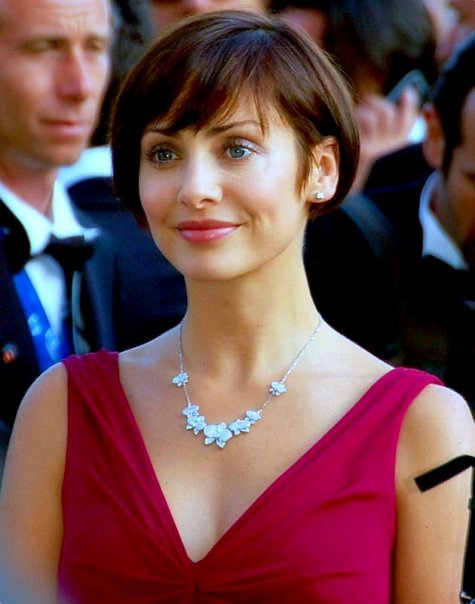
Natalie Imbruglia

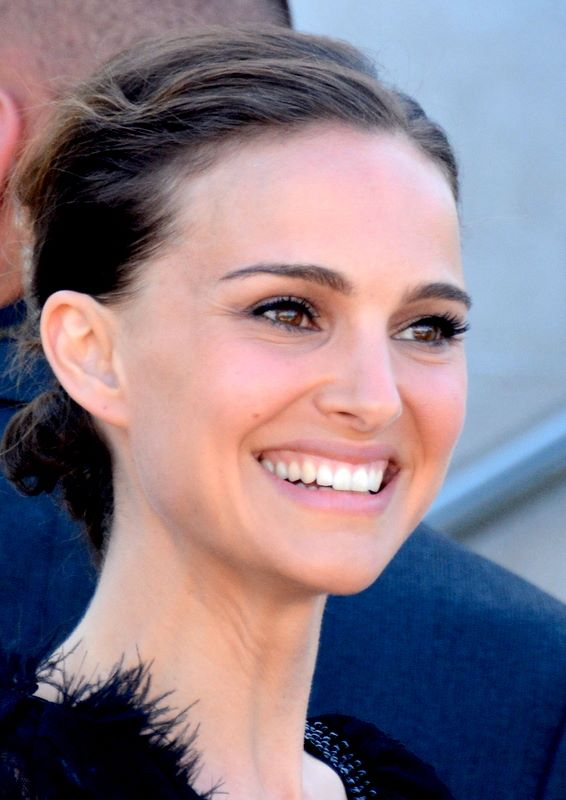
Natalie Portman

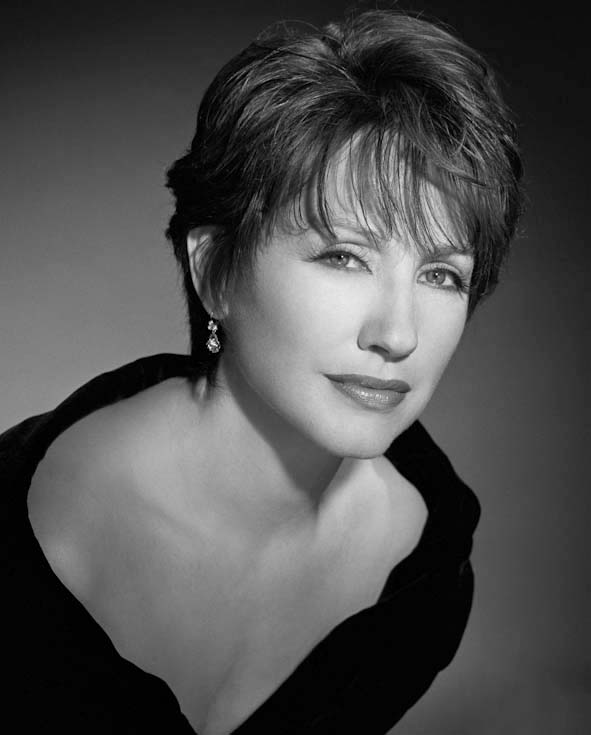
Nathalie Baye

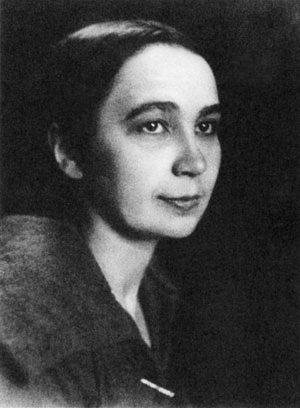
Natal'ja Gončarova

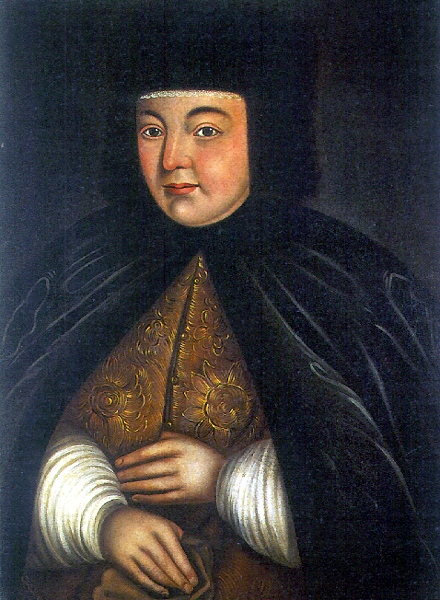
Natal'ja Naryškina

- Natalia Aspesi, giornalista italiana
- Natalia Estrada, showgirl, ballerina e attrice spagnola naturalizzata italiana
- Natalia Ginzburg, scrittrice italiana
- Natalia Kills, cantautrice e attrice britannica
- Natalia Lafourcade, cantante messicana
- Natalia Millán, attrice spagnola
- Natalia Oreiro, attrice uruguaiana
- Natalia O'Shea, cantautrice, musicista e linguista russa
- Natalia Pavlovna Paley, modella e attrice francese
- Natalia Tena, attrice e musicista britannica
- Natalia Valeeva, arciera moldava naturalizzata italiana
- Natalia Viganò, pallavolista italiana

### Variante Natália
- Natália Correia, intellettuale e scrittrice portoghese
- Natália Guimarães, modella brasiliana
- Natália Pereira, pallavolista brasiliana

### Variante Natalie
- Natalie Alison, attrice austriaca
- Natalie Clifford Barney, scrittrice e poetessa statunitense
- Natalie Cole, cantante statunitense
- Natalie Coughlin, nuotatrice statunitense
- Natalie Dessay, soprano francese
- Natalie Dormer, attrice e modella britannica
- Natalie Horler, cantante tedesca
- Natalie Imbruglia, cantante, compositrice e attrice australiana naturalizzata britannica
- Natalie Martinez, attrice e modella statunitense
- Natalie Merchant, cantante, musicista e produttrice discografica statunitense
- Natalie Portman, attrice, modella e regista israeliana naturalizzata statunitense
- Natalie Talmadge, attrice statunitense
- Natalie Wood, attrice statunitense

### Variante Nathalie
- Nathalie, cantautrice italiana
- Nathalie Baye, attrice francese
- Nathalie Caldonazzo, attrice e showgirl italiana
- Nathalie Dechy, tennista francese
- Nathalie di Sayn-Wittgenstein-Berleburg, cavallerizza e principessa danese
- Nathalie Guetta, attrice e circense francese naturalizzata italiana
- Nathalie Kelley, attrice peruviana naturalizzata australiana
- Nathalie Marquay, modella francese
- Nathalie Moellhausen, schermitrice italiana
- Nathalie Péchalat, pattinatrice artistica su ghiaccio francese
- Nathalie Rapti Gomez, attrice colombiana
- Nathalie Roussel, attrice francese
- Nathalie Santer, allenatrice di biathlon, biatleta e fondista italiana
- Nathalie Sarraute, scrittrice francese
- Nathalie Stutzmann, contralto francese

### Variante Natal'ja
- Natal'ja Andrejčenko, attrice russa
- Natal'ja Bondarčuk, attrice e regista russa
- Natal'ja Gončarova, pittrice russa
- Natal'ja Iščenko, sincronetta russa
- Natal'ja Liničuk, danzatrice su ghiaccio russa
- Natal'ja Naryškina, zarina di Russia
- Natal'ja Nazarova, atleta russa
- Natal'ja Pogonina, scacchista russa
- Natal'ja Poklonskaja, funzionaria russa
- Natal'ja Šeremetevskaja, nobildonna russa

### Variante Natalija
- Natalija Hončarova, pallavolista ucraina naturalizzata russa
- Natalija Makarova, ballerina russa
- Natalija Gocij, modella ucraina

### Variante Natalina
- Natalina Cavalieri, soprano e attrice cinematografica italiana
- Natalina Ceraso Levati, dirigente sportiva italiana
- Natalina Vacchi, partigiana italiana

### Altre varianti
- Natalya, ring name della wrestler canadese Natalie Katherine Neidhart
- Natalya Məmmədova, pallavolista ucraina naturalizzata azera
- Natalja Žukova, scacchista ucraina

## Il nome nelle arti
- Natalya Simonova è un personaggio del film del 1995 Agente 007 - GoldenEye.
- Natalie Teeger è un personaggio della serie televisiva Detective Monk.
- Natalina Diotallevi è un personaggio della serie televisiva Don Matteo.
- Nathalie è una canzone di Gilbert Bécaud.
- Natalia è una canzone di Van Morrison.